# Prêmio Emmy Kids Internacional 2021
A 10.ª cerimônia de entrega dos International Emmy Kids Awards (ou Prêmio Emmy Kids Internacional 2021) aconteceu em 12 de outubro de 2021, apresentada pela Academia Internacional das Artes e Ciências Televisivas (IATAS). Os vencedores foram anunciados durante um evento online no site da Academia durante o MipJunior.

## Vencedores e indicações[2]
| Melhor Animação | Melhor Programa Factual e Entretenimento |
| --- | --- |
| - Shaun the Sheep: Adventures from Mossy Bottom () (Aardman) - Mush-Mush and The Mushables () (La Cabane/Thuristar) - Petit () (Pájaro/NonStop/Pakapaka/Señal Colombia) - Tish Tash () (Studio Gale/Big Crunch/EBS)                        | - Scars of Life () (De Mensen) - The Voice Kids () (TV Globo) - My Life: Picture Perfect () (Big Deal Films) - Ahlan Simsim () (Sesame Workshop/Jordan Pioneers) |
| Melhor Série Live-Action | |
| - First Day () (Epic Films/Australian Children’s Television Foundation) - Gameboys () (The IdeaFirst Company) - Heirs Of The Night () (NDR/NRK/ZDF Enterprises) - Nivis Amigos de otro mundo () (Buena Vista/Metrovision/Non Stop Digital) | |

## Múltiplas indicações
Por país
| N.º de indicações | País        |
| ----------------- | ----------- |
| 2                 | Reino Unido |